# 跨期選擇

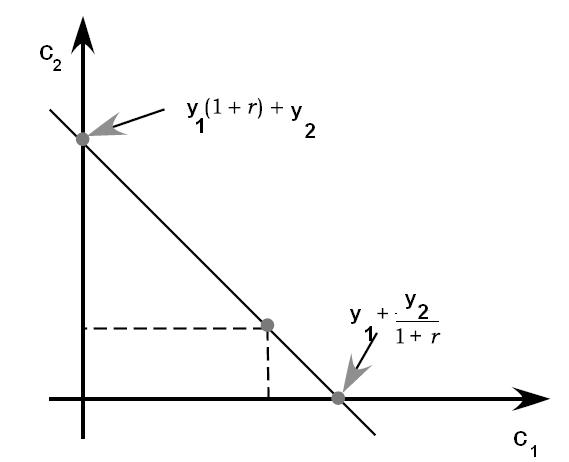
双期模型

跨期選擇（英語：intertemporal choice）是一個經濟學概念，定義為當一個時間的選擇影響其他時間點可用的可能性時，人們決定在不同時間點的選擇的過程。這些選擇受到人們在不同時間點分配給兩個或多個收益的相對價值的影響，並需要人們在權衡不同時間點的成本和報酬。這些決定可能與儲蓄、工作努力、教育、營養、鍛煉、醫療保健等有關。對即時但較小獎勵的偏好往往與負面結果相關，如較低的收入和吸毒成癮。
假設某人希望環遊世界，他就要從自己的收入和儲蓄拿出金錢以支持自己的決定，從而影響長期的財富。更甚者，如果該人付款後被辭退，他的收入和積蓄將會大幅降低。相反，如果他不選擇環遊世界，長久的財富將增加。
跨期選擇由加拿大經濟學家約翰・雷爾於1834年的著作《資本的社會學理論》首次提出。
自20世紀初以來，經濟學家就使用貼現效用模型分析跨期決策，該模型假設人們評估決策所帶來的效用的方式與金融市場評估損失和收益的方式大致相同，以指數方式「貼現」價值根據他們在時間上的延遲程度來確定結果。折扣效用已被用於描述人們如何實際做出跨期選擇，並已被用作公共政策的工具。關於在研發、健康和教育上花費多少的政策決定都取決於用於分析決策的貼現率。
1. ↑  . Investopedia.   [2025-04-24] （英语）.